# 金一风
金一风，奉天（今辽宁）人，是一名清朝政治人物。
金一风曾于1647年接替赵福新任苏松道道员一职，1648年由胡以宏接任。